# Brendan Neufeld
Brendan Neufeld –conocido como B. J. Neufeld– (Winnipeg, 28 de febrero de 1986) es un deportista canadiense que compite en curling. Ganó una medalla de plata en el Campeonato Mundial de Curling Masculino de 2019.

## Palmarés internacional
| Campeonato Mundial | Campeonato Mundial  | Campeonato Mundial | Campeonato Mundial |
| Año                | Lugar               | Medalla            | Prueba             |
| ------------------ | ------------------- | ------------------ | ------------------ |
| 2019               | Lethbridge (Canadá) | Medalla de plata   | Equipo             |